# 长德经济开发区
长德经济开发区是位于吉林省长春市的一个省级经济开发区。

## 历史
长德经济开发区位于德惠市米沙子镇的东半部的兴顺、跃进、梁家、四家子4个村，共计14个自然村。辖1个街道办事处——根据《吉林省民政厅关于设立长春市宽城区北湖街道办事处和长德街道办事处的批复》（吉民行批【2016】1号）新设长德街道。范围东至梁家村大梁家屯，西起102国道，南至米沙子镇行政界线。规划面积为39.99km2。  
2016年8月8日，中共长春市委、长春市人民政府发出《关于支持长春新区创新发展的实施意见》，长春新区直管长德经济开发区。
2016年7月，中韩国际合作示范区战略对话会在吉林省长春市举行，长春市人民政府、长春净月高新技术产业开发区分别与韩方签署了《共建“中韩国际合作示范区”战略框架协议》和《推动“中韩青年创业基地”战略框架协议》。2018年7月，韩国总统文在寅在访问印度和新加坡期间大力推介“新北方政策”，强调韩国与东北亚国家经贸往来的迫切性。韩国的“新北方政策”与中国的“一带一路”对接。2019年1月，韩国北方经济合作委员会代表团访华，在北京与吉林省进行了工作磋商，共同拜会了国家发改委，进行了对接和洽谈，双方就共同推进中韩国际合作示范区建设达成共识。2019年5月，吉林省委书记巴音朝鲁在长春会见了韩国北方经济合作委员会委员长权九勋率领的访问团。2019年9月，长春市经贸代表团到韩国考察访问。2020年4月27日，《国务院关于中韩（长春）国际合作示范区总体方案的批复》发布，原则同意《中韩（长春）国际合作示范区总体方案》。2020年6月29日上午，中韩(长春)国际合作示范区正式揭牌。 2020年5月12日，国家发改委下发通知并制定具体配套政策，确保《中韩（长春）国际合作示范区总体方案》目标如期实现。这是国家批准在吉林省设立的全国唯一的中韩国际合作示范区，标志着中韩（长春）国际合作示范区已升级为“国家战略”，其规划工作将全面启动。示范区作为推进中国“一带一路”与韩国“新北方政策”对接的重要平台。
中韩（长春）国际合作示范区启动阶段开发面积约36平方公里，远期开发总面积约210平方公里。实际管辖长德经济开发区，内部设沃皮街道、尚德街道。